# Harry Potter y las reliquias de la Muerte: parte 1 (videojuego)
Harry Potter y las Reliquias de la Muerte: parte 1 (título original en inglés: Harry Potter and the Deathly Hallows - Part 1) es la primera parte de dos videojuegos correspondientes a la saga Harry Potter. Se trata de un videojuego de géneros acción-aventura y disparos en tercera persona desarrollado por EA Bright Light y distribuido por Electronic Arts. Fue lanzado el 16 de noviembre de 2010 en Norteamérica, el 18 de noviembre de 2010 en Australia y el 19 de noviembre de 2010 en Europa. Ello, para que el lanzamiento coincida con el estreno de la película, Harry Potter y las Reliquias de la Muerte: parte 1. El juego está basado en el séptimo libro de la saga y en la primera parte de la séptima película. De ello se desprende la historia del videojuego, donde los personajes principales, Harry Potter, Ron Weasley y Hermione Granger, no asisten a su séptimo año en Hogwarts ya que deben dedicarse a destruir los siete horrocruxes de lord Voldemort, el antagonista de la novela.
Harry Potter y las Reliquias de la Muerte: parte 1 fue lanzado para distintas plataformas, entre los que se encuentran Microsoft Windows, Nintendo DS, PlayStation 3, Xbox 360 y Wii. Además de ello, fue lanzado en distintos formatos, tales como DVD, Blu-ray, Wii Optical Disc y Nintendo DS Game Card.